# Władysław Skrzyński (1804–1873)
Władysław Skrzyński, herbu Zaremba (ur. 1804, zm. 10 sierpnia 1873) – ziemianin, działacz gospodarczy, członek Stanów Galicyjskich

## Życiorys
W latach 1829–1830 był urzędnikiem, praktykantem konceptowym Gubernium Galicyjskiego.
Od 1831 był właścicielem dóbr Rączyna, w pow. jarosławskim. Po śmierci ojca, w latach 1852–1853 wraz z braćmi Ignacym, Franciszkiem, Ludwikiem i Henrykiem był współwłaścicielem, a w rezultacie umów rodzinnych od 1855 właścicielem dóbr Bachórz, a w latach 1855–1857 także dóbr Harta w pow. brzozowskim. W 1857 dobra Harta przeszły na jego brata Ignacego. Od 31 stycznia 1846 był członkiem, od 1867 członkiem oddziału sanocko-lesko-brzozowsko-krośnieńskiego Galicyjskiego Towarzystwa Gospodarskiego (GTG), a od 31 stycznia 1848 do 30 czerwca 1848 członkiem Komitetu GTG. W latach 1861–1866 był również członkiem Towarzystwa Rolniczego Krakowskiego.
W latach 1847–1861 był, pochodzącym z grona szlachty, członkiem Stanów Galicyjskich.

## Rodzina
Urodził się w rodzinie ziemiańskiej Wincentego (1771–1852) i Konstancji z Fredrów, starszej siostry Aleksandra Fredry. Miał braci ziemian: Ignacego (1807–1895), Franciszka Ksawerego (1811–1892), Ludwika (1816–1881) i księdza Henryka (1822–1903). W 1830 ożenił się z Wandą z Jordan-Rozwadowskich (1809–1872). Mieli córkę Wandę, żonę Władysława Ostrowskiego.